# Synarmadillo tristani
Synarmadillo tristani är en kräftdjursart som först beskrevs av Richardson 1910A.  Synarmadillo tristani ingår i släktet Synarmadillo och familjen Armadillidae. Inga underarter finns listade i Catalogue of Life.